# Colona, Illinois
Colona är en stad (city) i Henry County, i delstaten Illinois, USA. Enligt United States Census Bureau har staden en folkmängd på 5 084 invånare (2011) och en landarea på 10,4 km².